# 1950 en basket-ball
Chronologie du basket-ball
1949 en basket-ball - 1950 en basket-ball - 1951 en basket-ball
Les faits marquants de l'année 1950 en basket-ball :

## Mai
- Championnat d'Europe féminin : URSS.

## Récapitulatifs des principaux vainqueurs de compétitions 1950-1951

### Masculins
| Europe - France : ASVEL. - Grèce : Panathinaïkos Athènes. - Italie : Borletti Milano. - URSS : BC Dinamo Tbilissi. - Yougoslavie : Étoile rouge de Belgrade. | Amériques - National Basketball Association : Minneapolis Lakers (1re édition sous le nom de NBA. Auparavant, la ligue se dénommait Basketball Association of America). | Afrique, Asie, Océanie |

### Féminines
| Europe - Espagne : non disputé (création en 1964). - France : CS Château-Thierry. - Grèce : non disputé (création en 1968). - Italie : Ginnastica Comense. | Amériques | Afrique, Asie, Océanie |

## Novembre
- 22 octobre au 3 novembre : première édition du championnat du monde masculin : Argentine.